# Route 4 (Manitoba)
Pour les articles homonymes, voir Route 4.
La route 4 est une route provinciale de la province du Manitoba située dans le sud-est de la province, au nord-est de Winnipeg. Elle est la route de contournement nord de Selkirk, reliant les routes 9 et 59. Elle traverse la rivière Rouge et parcourt 9 km (5,6 mi).

## Intersections majeures
| Comté                 | Ville   | km   | Destinations                      | Notes                               |
| --------------------- | ------- | ---- | --------------------------------- | ----------------------------------- |
| No. 13                | Selkirk | 0,00 | PTH-9 / PTH-9A – Gimli, Winnipeg, | La PTH-4 ouest devient la PTH-9 sud |
| No. 13                |         | 3,20 | Vers PR 320 – Selkirk             | Échangeur via route d'accès         |
| No. 13                |         | 5,10 | Traverse la rivière Rouge         | Traverse la rivière Rouge           |
| No. 13                |         | 6,20 | PR 508 – East Selkirk             |                                     |
| No. 13                |         | 8,90 | PTH-59 – Grand Beach, Winnipeg    |                                     |
| - Transition de route |         |      |                                   |                                     |